# Tramlijn Oudewater - Papekop
De Tramlijn Oudewater - Papekop is een voormalige tramlijn tussen Oudewater en het station. Het station lag enkele kilometers buiten Oudewater, in het dorp Papekop. De tramlijn is aangelegd zodat het gemakkelijker werd van de stad naar het station te reizen. De lijn was in gebruik tussen 1906 en 1931. Op de lijn reed een paardentram, die in 1924 werd vervangen door een tractortram. Vervolgens is de lijn gesloten in 1931.

## Voorgeschiedenis
Oudewater maakte in 1883 voor het eerst kennis met de tram. In dat jaar opende de IJssel Stoomtramweg-Maatschappij (IJSM) de tramlijn Gouda - Oudewater. De IJSM was van plan de lijn vanuit Oudewater verder door te trekken naar Utrecht, maar daarvan kwam niets terecht. Datzelfde geldt overigens voor bijna alle lijnen die de IJSM van plan was aan te leggen.
Op de tramlijn naar Gouda reed een stoomtram. Deze tramlijn was 12 kilometer lang. De tram was bijna een uur onderweg. De gemeente Oudewater zocht daarom naar een snellere manier van vervoer. De toenmalige burgemeester van Oudewater, Rijnardus William Haentjes Dekker, nam het initiatief voor aanleg van een tramlijn naar het station van Oudewater. Het station van Oudewater lag aan de Spoorlijn Utrecht - Rotterdam.

## Route
In 1895 werd begonnen met aanleg van de tramlijn. De tramlijn was 3,7 kilometer lang. Voor de aanleg van het spoor werd gebruik gemaakt van het zogeheten kaapspoor.
Het beginpunt van de tramlijn was in de Kapellestraat. Daar was ook, op de hoek met de Zuiderwal, de remise. Aangezien het trambedrijf niet al te groot was, was deze remise in het koetshuis van een zekere D. Boer. Om de remise te bereiken, was een draaischijf nodig.
Via de Korte Havenstraat, de Markt en de Marktstraat liep de route via het Rode Zand en het Arminiusplein over de Brede Dijk en de Papekopperdijk naar station Oudewater. Op de Brededijk, het Tappersheul en ergens op de Papekopperdijk werden wisselplaatsen ingericht. Op deze wisselplaatsen konden trams uit tegemoetkomende richtingen elkaar passeren. Dat was nodig, aangezien de tramlijn uit enkelspoor bestond.

## Het gebruik van de tramlijn
De gemeente Oudewater was weliswaar eigenaar van de tramlijn, maar liet het rijden van de trams over aan stalhouder D. Boer. Boer zorgde voor paarden en koetsiers. Boer kreeg hiervoor een vergoeding van 57 cent per retourrit.
Na vijf jaar bleken de inkomsten minder te zijn dan verwacht. Daarom werd besloten de tramlijn te verhuren. In eerste instantie vond dit plaats aan een conducteur van het trambedrijf. Na vijf jaar vond een nieuwe verhuur plaats. Dit keer aan een inwoner uit Amersfoort, maar deze bleek het totaal te verwaarlozen. Weer vijf jaar later, op 13 juli 1921, werd de lijn voor de derde keer verhuurd. Dit keer aan een inwoner uit Oudewater. Deze inwoner heeft het vervoer tot de sluiting van de tramlijn verzorgd.

## Dienstregeling
De dienstregeling van het trambedrijf was geheel afgestemd op de loop van de treinen die stopten op station Oudewater/Papekop. Precies een halfuur voor vertrek van de trein vertrokken de trams uit Oudewater. Na 20 minuten kwam de tram aan bij het station, waar dan een overstap van 10 minuten was. In 1910 reden op op deze manier 17 retourritten per dag, met soms een tussentijd van slechts 10 minuten. Dat was nodig, aangezien er dan een trein om 19:38 uur en 19:48 uur vertrok.

## Rijtuigen
Van de Gemeentetram Amsterdam werden drie paardentramrijtuigen overgenomen. Dit waren de voormalige nummers 136 en 147 met 16 zitplaatsen en de kleinere nummer 78 met 12 zitplaatsen. Deze rijtuigen kregen bij de gemeentetram de nummers 1 (was 136), 2 (was 78) en 3 (was 147).
Het kleine rijtuig werd voornamelijk gebruikt achter een van de andere. Dit gebeurde bij drukte. Er was dan een tram met twee rijtuigen. Maar, voordat de rijtuigen gebruikt konden worden, was nog wel een aanpassing nodig. De gemeentetram Amsterdam reed namelijk op een andere spoorwijdte.
Na gunstige proeven in 1922 in Sloten wenste de vervoerder eind 1923 de paarden te vervangen door een autobus, de zogeheten tractortram. In juni 1924 werd hiermee begonnen, waarbij later het wagenpark met één, en later twee autobussen werd uitgebreid. Aangezien de autobus op sommige plekken schuin voor het paardentramrijtuig moest rijden, vonden er nog weleens ontsporingen plaats.

## Opheffing tramdienst
Al spoedig bleek dat capaciteit van de autobussen op de meeste momenten van de dag voldoende was. Alleen tijdens spitstijden en in het weekeinde werd nog gebruikgemaakt van de tramrijtuigen. Uiteindelijk werden de tramrijtuigen voor het laatst gebruikt in maart 1931. Vanaf dat moment verzorgde alleen de autobussen de dienst naar het station van Oudewater/Papekop tot 14 mei 1936, toen dit station werd gesloten.
De trambaan werd opgebroken en de rails werden gebruikt om de bestrating van de Papekopperdijk goed te houden. Het trammaterieel werd gebruikt als kippenschuurtje. In 1934 werd een van de rijtuigen nog kortstondig gebruikt als bijwagen op het tramnet van de Gemeentetram Utrecht.